# Grand Annecy
Le Grand Annecy, ou Grand Annecy Agglomération sur son logotype, est une communauté d'agglomération française, située dans le département de la Haute-Savoie en région Auvergne-Rhône-Alpes et dont le siège est à Annecy.
Elle voit le jour le 1er janvier 2017 à la suite de la fusion de la communauté de l'agglomération d'Annecy avec les communautés de communes du pays d'Alby-sur-Chéran, du pays de la Fillière, de la rive gauche du lac d'Annecy et de la Tournette.

## Historique

Logo de 2017 à 2023.

Le 1er janvier 2017 voit la création de la communauté d'agglomération par fusion de la communauté de l'agglomération d'Annecy avec les communautés de communes du pays d'Alby-sur-Chéran, du pays de la Fillière, de la rive gauche du lac d'Annecy et de la Tournette. 
La nouvelle structure a vu son logo dévoilé le 4 octobre 2016. 
Toutefois, le Conseil constitutionnel annule le 22 octobre 2016 le rattachement de Talloires-Montmin à cette nouvelle intercommunalité[Information douteuse], mais le rattachement est malgré tout effectué au 1er janvier 2017, l'annulation concernant le rattachement de la commune nouvelle à la communauté de communes de la Tournette.

## Territoire communautaire

### Géographie
Grand Annecy Agglomération se situe dans l'ouest du département de la Haute-Savoie, formant un arc englobant la majeure partie du lac d'Annecy, et s'étend jusqu'au plateau des Glières à l'est, au Semnoz et au pied du massif des Bornes.

### Composition
La communauté d'agglomération est composée des 34 communes suivantes :

| Nom                       | Code Insee | Gentilé                  | Superficie (km2) | Population (dernière pop. légale) | Densité (hab./km2) |
| ------------------------- | ---------- | ------------------------ | ---------------- | --------------------------------- | ------------------ |
| Annecy (siège)            | 74010      | Annéciens                | 66,93            | 131 272 (2022)                    | 1 961              |
| Alby-sur-Chéran           | 74002      | Albygeois                | 6,56             | 2 643 (2022)                      | 403                |
| Allèves                   | 74004      | Allevains                | 8,81             | 404 (2022)                        | 46                 |
| Argonay                   | 74019      | Argonautes               | 5,16             | 3 713 (2022)                      | 720                |
| Bluffy                    | 74036      | Bluffatys ou Bluffétiens | 3,74             | 398 (2022)                        | 106                |
| Chainaz-les-Frasses       | 74054      | Chainaziens              | 5,57             | 708 (2022)                        | 127                |
| Chapeiry                  | 74061      | Chapeiriens              | 5,76             | 982 (2022)                        | 170                |
| La Chapelle-Saint-Maurice | 74060      | Chapellains              | 6,48             | 118 (2022)                        | 18                 |
| Charvonnex                | 74062      | Charvonnois              | 4,71             | 1 545 (2022)                      | 328                |
| Chavanod                  | 74067      | Chavanodins              | 13,36            | 3 024 (2022)                      | 226                |
| Cusy                      | 74097      | Cusiards                 | 17,43            | 1 855 (2022)                      | 106                |
| Duingt                    | 74108      | Dunois                   | 4,39             | 1 069 (2022)                      | 244                |
| Entrevernes               | 74111      | Entrevernains            | 8,31             | 197 (2022)                        | 24                 |
| Epagny Metz-Tessy         | 74112      | Épatesserans             | 12,06            | 8 642 (2022)                      | 717                |
| Fillière                  | 74282      | Fillièrois               | 119,41           | 9 812 (2022)                      | 82                 |
| Groisy                    | 74137      | Groisiliens              | 21,44            | 4 044 (2022)                      | 189                |
| Gruffy                    | 74138      | Grufféens                | 14,44            | 1 497 (2022)                      | 104                |
| Héry-sur-Alby             | 74142      | Herigeois                | 7,33             | 973 (2022)                        | 133                |
| Leschaux                  | 74148      | Leschaliens              | 12,52            | 309 (2022)                        | 25                 |
| Menthon-Saint-Bernard     | 74176      | Menthonnais              | 4,51             | 1 889 (2022)                      | 419                |
| Montagny-les-Lanches      | 74186      | Montagnolans             | 4,38             | 812 (2022)                        | 185                |
| Mûres                     | 74194      | Mûrains                  | 5,23             | 882 (2022)                        | 169                |
| Nâves-Parmelan            | 74198      | Naverains                | 5,39             | 1 001 (2022)                      | 186                |
| Poisy                     | 74213      | Poisilliens              | 11,33            | 9 032 (2022)                      | 797                |
| Quintal                   | 74219      | Quintalis                | 9,13             | 1 252 (2022)                      | 137                |
| Saint-Eustache            | 74232      | Eustachois               | 10,54            | 486 (2022)                        | 46                 |
| Saint-Félix               | 74233      | Saint-Félixiens          | 6,6              | 2 438 (2022)                      | 369                |
| Saint-Jorioz              | 74242      | Saint-Joriens            | 21,12            | 6 344 (2022)                      | 300                |
| Saint-Sylvestre           | 74254      | Saint-Sylvestrins        | 5,34             | 598 (2022)                        | 112                |
| Sevrier                   | 74267      | Sevriolains              | 12,65            | 4 324 (2022)                      | 342                |
| Talloires-Montmin         | 74275      | Talloiro-Montminois      | 36,98            | 1 913 (2022)                      | 52                 |
| Veyrier-du-Lac            | 74299      | Veyrolains               | 8,21             | 2 308 (2022)                      | 281                |
| Villaz                    | 74303      | Villazois                | 15,27            | 3 473 (2022)                      | 227                |
| Viuz-la-Chiésaz           | 74310      | Viulans                  | 13,91            | 1 302 (2022)                      | 94                 |

### Démographie
| 1968    | 1975    | 1982    | 1990    | 1999    | 2010    | 2015    | 2021    |
| ------- | ------- | ------- | ------- | ------- | ------- | ------- | ------- |
| 100 790 | 124 040 | 135 136 | 151 545 | 166 833 | 185 712 | 198 626 | 210 423 |

## Administration

### Siège
Le siège de la communauté d'agglomération est situé à Annecy.

### Statut
Le regroupement de communes a pris la forme d’une communauté d'agglomération. L’intercommunalité est enregistrée au répertoire des entreprises sous le code SIREN 200 066 793. Son activité est enregistrée sous le code APE 8411Z.

### Conseil communautaire
Le Conseil communautaire est constitué le 16 juillet 2020. Le Conseil communautaire est le lieu où le Président, les Vice-Présidents et les Conseillers communautaires débattent ensemble des projets et votent les délibérations. Le Conseil prend les grandes décisions qui engagent le Grand Annecy et vote les budgets. Cette instance se réunit en moyenne tous les deux mois, les séances sont publiques et tous les citoyens peuvent y assister.
Le conseil communautaire de la communauté d'agglomération se compose de 95 conseillers, représentant chacune des communes membres et élus pour une durée de six ans.
Ils sont répartis comme suit :
| Nombre de conseillers | Communes                 |
| --------------------- | ------------------------ |
| 47                    | Annecy                   |
| 5                     | Fillière                 |
| 4                     | Epagny Metz-Tessy, Poisy |
| 3                     | Saint-Jorioz             |
| 2                     | Groisy, Sevrier, Villaz  |
| 1 (+1 suppléant)      | les autres communes      |

### Présidence
| Période                                  | Période         | Identité          | Étiquette | Qualité                                 |
| ---------------------------------------- | --------------- | ----------------- | --------- | --------------------------------------- |
| Les données manquantes sont à compléter. |                 |                   |           |                                         |
| 13 janvier 2017                          | 16 juillet 2020 | Jean-Luc Rigaut   | UDI       | maire d'Annecy (2007 → 2020)            |
| 16 juillet 2020                          | En cours        | Frédérique Lardet | Horizons  | 4e adjointe au maire d'Annecy (2020 → ) |

### Compétences
Le Grand Annecy hérite des compétences de la C2A : le développement économique, l'aménagement de l'espace communautaire (transport en commun avec le réseau de la Société intercommunale des bus de la région annécienne (SIBRA), environnement, gestion des équipements d'intérêt commun, voirie), la politique de la ville et le logement social, l'environnement, les services aux personnes âgées, le développement des technologies de l'information et de la communication, le développement universitaire, mais aussi l'eau potable (pour l'assainissement voir Syndicat mixte du lac d'Annecy), valorisation des déchets et la constitution de réserves foncières. Sports et culture étaient des compétences de la C2A qui ont été transférées à la commune nouvelle d'Annecy au 1er janvier 2017.

### Régime fiscal et budget
Le régime fiscal de la communauté d'agglomération est la fiscalité professionnelle unique (FPU).